# Ott Lepland
Ott Lepland (Tallinn, 17. svibnja 1987.) estonski je pjevač, najpoznatiji kao predstavnik Estonije na Pjesmi Eurovizije 2012. godine s pjesmom "Kuula" i kao pobjednik treće sezone emisije Eesti otsib superstaari. 
Karijeru je započeo još 1995., ali je pravu popularnost dobio nakon pobjede u emisiji Eesti otsib superstaari 2009. godine. Sljedeće godine izdao je prvi samostalni album i nastavio sudjelovanje u glazbenim emisijama uz izdavanje singlova. Godine 2012. sudjelovao je na showu Eesti Laul 2012. te je pobijedio (iako je imao jednako bodova kao i drugoplasirana) zbog većeg broja glasova publike. Pjesmom "Kuula" ostvario je izvanredan nastup, osvojivši, u finalu, šesto mjesto sa 120 bodova.

## Diskografija

### Studijski albumi
- Ott Lepland (2010.)
- Laulan ma sind (2011.)
- Öö mu kannul käib (2012.)

## Singlovi
- Kuula (2012.)

## Vanjske poveznice
- Službena stranica  Arhivirana inačica izvorne stranice od 6. lipnja 2012. (Wayback Machine)